# Orden de la Corona de Qajar
La Orden de la Corona (persa: نشان تاج o Neshan-e Taj ) fue una Orden persa de la época en la que la Dinastía Qajar gobernó Irán.

## Historia
Fue fundada en el año 1900 por Mozaffareddín Shah Qayar para premiar méritos más altos de los que premiaba entonces la Orden del Sol y el León, cuya importancia había decrecido por la gran cantidad de honores entregados de la misma. Se constituyó en tres clases: medalla, encomienda y gran collar. 
La Orden se mantuvo activa hasta el fin de la Dinastía Qajar y usada con sus colores originales durante el reinado de Reza Shah, hasta la creación de la Orden de Pahlaví, lo que supuso la caída en desuso de la Orden. Reza Shah lució el Gran Collar de la Orden en su coronación. 
En 1939, bajo su reinado y en acorde a la reforma de los honores nacionales, restauró la Orden, la reestructuró en cinco clases y la renombró, dando nacimiento a la Orden de la Corona de Irán.